# Сад наслаждений (манускрипт)
«Сад наслаждений» (лат. Hortus deliciarum) — заглавие средневековой рукописи, представлявшей собой иллюстрированный свод различных достопримечательностей. Составлен в 1195 году. Автор — Геррада Ландсбергская, настоятельница Гогенбургского монастыря (Hohenburg Abbey; другие названия — монастырь на горе святой Одилии, или аббатство на горе Сент-Одиль) в Эльзасе.
Рукопись до XVI века хранилась в монастыре, затем попала (1803) в Страсбургскую библиотеку (фр. Bibliothèque municipale de Strasbourg). Была скопирована и издана М. Энгельгардтом (Christian Moritz Engelhardt; 1775—1858) в 1818 году. Во время Франко-прусской войны библиотека сгорела (1870); вместе с ней погибла и рукопись.
Существующая копия принадлежит частной библиотеке — Эльзасской библиотеке Креди Мютюэль. Библиотека находится на первом этаже здания «villa Herrenschmidt», по адресу дом 34, улица дю Вакен (rue du Wacken), в Страсбурге и открыта для посещения три дня в неделю.